# David Veilleux
David Veilleux (Cap-Rouge, 26 de noviembre de 1987) es un exciclista profesional canadiense.
Debutó como profesional en 2007, en el equipo estadounidense The Jittery Joe's y de allí pasó al Kelly Benefit Strategies donde logró varias victorias como el Tour de Pensilvania y el Tour de Elk Grove. Fue 4 veces campeón de Canadá contrarreloj en la categoría sub-23 (2006-2009).
En 2011 fue contratado por el equipo Profesional Continental Europcar (anteriormente Bbox Bouygues Telecom). A finales de 2013 anunció su retirada para finalizar su formación universitaria.

## Palmarés
2008
- Tour de Pensilvania, más 2 etapas
- Tour de Elk Grove

2011
- La Roue Tourangelle[4]
- 3.º en el Campeonato de Canadá Contrarreloj [5]

2012
- Mi-Août en Bretagne, más 1 etapa
- Tres Valles Varesinos
- Trittico Lombardo (ver nota)[6]

2013
- 1 etapa del Critérium del Dauphiné
- Boucles de la Mayenne

## Resultados en Grandes Vueltas y Campeonatos del Mundo
| Carrera         | Carrera         | 2007 | 2008 | 2009 | 2010 | 2011 | 2012 | 2013  |
| --------------- | --------------- | ---- | ---- | ---- | ---- | ---- | ---- | ----- |
|                 | Giro de Italia  | —    | —    | —    | —    | —    | —    | —     |
|                 | Tour de Francia | —    | —    | —    | —    | —    | —    | 123.º |
|                 | Vuelta a España | —    | —    | —    | —    | —    | —    | —     |
| Mundial en Ruta | Mundial en Ruta | —    | —    | —    | —    | 19.º | 83.º | —     |

—: no participa
Ab.: abandono

## Equipos
- The Jittery Joe's Pro Cycling Team (2007)
- Kelly Benefit Strategies (2008-2010)
  - Kelly Benefit Strategies-Medifast (2008)
  - Kelly Benefit Strategies (2009-2010)
- Team Europcar (2011-2013)